# توماس أندرو دونيلان
توماس أندرو دونيلان (بالإنجليزية: Thomas Andrew Donnellan)‏ هو كاهن كاثوليكي أمريكي، ولد في 24 يناير 1914 في ذا برونكس في الولايات المتحدة، وتوفي في 15 أكتوبر 1987 في أتلانتا في الولايات المتحدة.